# Onze-Lieve-Vrouw Middelareskerk (Turnhout)

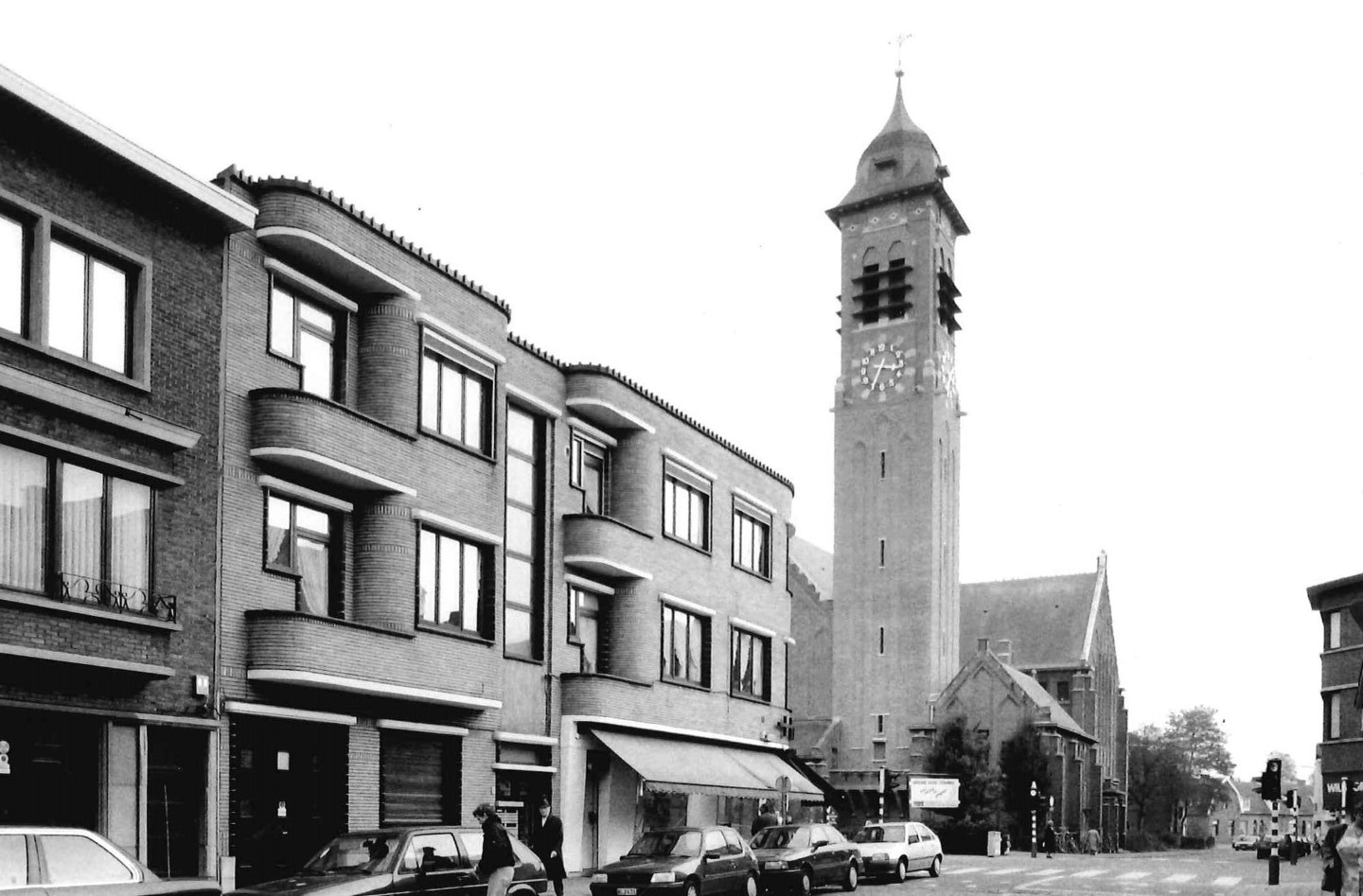
Onze-Lieve-Vrouw Middelareskerk

De Onze-Lieve-Vrouw Middelareskerk is een parochiekerk in de stad Turnhout, gelegen aan de de Merodelei 193.

## Geschiedenis
In 1928 werd een parochie gesticht, maar men moest, voordat de noodkerk gereed was, eerst nog kerken in de Heilig Hartkerk. De definitieve kerk werd gebouwd van 1921-1931. In 1933 werd nog een Mariakapel geopend.

## Architectuur
Deze op het zuiden georiënteerde kruiskerk is een basilicale kerk met naastgebouwde toren en voorgebouwd portaal. De kerk is gebouwd in beton dat bekleed werd met rode bakstenen. De stijl toont neogotische en art deco-elementen, maar het interieur is in neobyzantijnse stijl uitgevoerd.
De toren wordt gedekt door een klokvormige torenspits.